# Витамины при сахарном диабете
При сахарном диабете в организме развивается недостаток витаминов и минеральных веществ. Это обусловлено тремя причинами: ограничением рациона, нарушением обмена веществ и снижением усвоения полезных веществ.
В свою очередь, дефицит витаминов и минеральных веществ, которые являются обязательными участниками обменных процессов, ведет к нарушению гомеостаза (в том числе и энергетического) в организме больного диабетом. В большей степени это относится к дефициту витаминов-антиоксидантов (А, Е, С) и всех витаминов группы B.

## Дефицит витаминов и минеральных веществ при сахарном диабете
Сахарный диабет особенно распространен у пожилых людей. Как известно, у представителей этой возрастной группы особенно часто выявляется дефицит витаминов и минералов. Но и люди других возрастов также испытывают дефицит важнейших нутриентов. К примеру, по результатам массовых обследований, регулярно проводимых Институтом питания РАМН, у большинства населения России практически круглогодично имеется дефицит витамина C (80-90 % обследованных), тиамина, рибофлавина, фолиевой кислоты, витамина E (40-60 % обследованных), бета-каротина (60 % обследованных). У большинства населения России выявлен недостаток макро- и микроэлементов (кальция, железа, селена, цинка, йода, фтора, хрома, марганца и др.). То есть большинство страдающих сахарным диабетом испытывали недостаток важнейших витаминов и минеральных веществ ещё до начала заболевания.
С другой стороны, при диабете необходимость соблюдения соответствующей диеты приводит к снижению поступления витаминов и минеральных веществ с пищей, нарушению и их усвоения, и обмена. И одновременно с этим потребность в них у больных не только не снижается, а, напротив, возрастает.
Таким образом, развитие сахарного диабета усугубляет имеющийся дефицит витаминов и минералов, поэтому при данном заболевании необходим их дополнительный прием, в особенности веществ, обладающих антиоксидантными свойствами.

## Применение антиоксидантов при сахарном диабете
Значительную роль в возникновении и развитии сахарного диабета типа 1 и типа 2, и особенно в развитии сосудистых осложнений сахарного диабета, играют два фактора, приводящие к структурным и функциональным изменениям липидов мембран клеток: перекисное окисление липидов и избыточное образование свободных радикалов.
Хроническая гипергликемия при сахарном диабете сопровождается повышением скорости аутоокисления глюкозы, которое приводит к увеличению количества свободных радикалов и развитию окислительного или метаболического стресса. У здорового человека в организме сохраняется равновесие между скоростью перекисного окисления липидов и активностью антиоксидантной системы (витамины A, E, C, супероксиддисмутаза, каталаза и др.). При сахарном диабете это равновесие нарушается: скорость образования свободных радикалов выше, чем скорость их нейтрализации. В связи с этим одним из направлений лечения сахарного диабета является назначение антиоксидантов (витаминов A, E, C, липоевой кислоты, селена) для устранения окислительного стресса.

### Витамин A (ретинол)
Витамин A играет важную роль в целом ряде физиологических процессов, таких как зрение, клеточный рост, иммунный ответ. Наряду с витаминами C и E витамин A обеспечивает антиоксидантную защиту организма. Витамин A нейтрализует высокотоксичные формы кислорода, непрерывно образующиеся в процессе нормальной жизнедеятельности любой клетки. При подавляющем числе заболеваний, включая и сахарный диабет, количество токсичных форм кислорода резко возрастает. Витамин A подвергается аутоокислению с образованием перекисных соединений, поэтому его приём сочетают с другими антиоксидантными соединениями (витамины C и E, селен и др.), что увеличивает его биологическую активность.

### Витамин C(аскорбиновая кислота,аскорбаткальция)
В нашем организме витамин C выполняет несколько различных функций. Однако все они основаны на свойстве витамина C легко подвергаться как окислению, так и восстановлению. Витамин C восстанавливает ионы металлов, входящих в состав многих ферментов. Также витамин C выполняет антиоксидантную функцию, нейтрализуя свободные радикалы. Являясь элементом антиоксидантной защиты, витамин C предохраняет липиды от перекисного окисления.
У больных сахарным диабетом содержание аскорбата в сыворотке и плазме крови снижено, хотя организму он требуется в повышенном количестве в связи с использованием в реакциях, направленных на ликвидацию избытка свободных радикалов.
Также у больных сахарным диабетом аскорбиновая кислота снижает скорость образования катаракты и скорость протекания окислительных процессов в хрусталике. Антиоксидантный эффект аскорбиновой кислоты проявляется при достаточном количестве других антиоксидантов, таких как витамин E и глутатион. Однако при избыточном содержании аскорбиновой кислоты, а также при недостатке витамина E и глутатиона могут превалировать прооксидантные эффекты. Кроме того, содержание витамина C в плазме крови больных диабетом коррелирует с уровнем гликированного гемоглобина HbA1c. То есть при уменьшении содержания витамина C в крови возрастает уровень гликилированного гемоглобина, и наоборот. Окислительный стресс вызывает ухудшение секреции инсулина, а терапия витамином C останавливает повреждающее действие свободных радикалов, уменьшает степень проявления инсулиновой резистентности.

### Витамин E(токоферол)
В организме витамин E выполняет функцию антиоксиданта, ингибирует перекисное окисление липидов и удаляет свободные радикалы, включая синглетный кислород, который является мощным окислителем. Восстановителем антиоксидантных свойств витамина E является витамин C.
Терапия витамином E больных сахарным диабетом сопровождается:
- улучшением показателей фибринолитической активности,
- уменьшением гиперкоагуляционных свойств крови,
- снижением скорости гликозилирования липопротеидов низкой плотности,
- снижением скорости прогрессирования атеросклероза[7].

Исследования показали, что у детей, страдающих сахарным диабетом типа 1, длительный прием (3 месяца) витамина E в суточной дозе 100 МЕ достоверно уменьшает содержание малонового диальдегида и гликированного гемоглобина при одновременном повышении содержания глутатиона в эритроцитах. Терапия более высокими дозами витамина E (1000 МЕ) сопровождается восстановлением эндотелиальной вазодилататорной функции, а прием витамина E в дозе 1800 МЕ в течение 4 месяцев вызывает восстановление почечной фильтрации и клиренса креатинина, а также кровотока в сетчатке у больных сахарным диабетом типа 1. Аналогичные эффекты наблюдаются у больных сахарным диабетом типа 2 при приеме витамина E в дозах 600—1200 МЕ.

### Липоевая кислота (тиоктовая кислота)
Липоевая кислота — витамин N является мощным природным антиоксидантом, она «инактивирует» все известные свободные радикалы (в частности, пероксид водорода, синглетный кислород, гипохлорную кислоту и т. д.).
Липоевая кислота достаточно давно применяется для лечения диабетической нейропатии. Эффективность липоевой кислоты доказана в ходе многочисленных крупномасштабных исследований. Метаанализ результатов этих испытаний, включающий данные 1258 больных сахарным диабетом, с высокой степенью достоверности показал, что кратковременное внутривенное введение 600 мг/день липоевой кислоты в течение 3 недель уменьшает симптомы диабетической полинейропатии, а пероральный прием препарата в течение 4-7 месяцев обеспечивает уменьшение симптомов диабетической полинейропатии и кардионейропатии.

### Селен
Среди эссенциальных минеральных веществ наиболее выраженными антиоксидантными свойствами обладает селен. Он входит в состав жизненно необходимого фермента глутатионпероксидазы. Это вещество — один из основных ферментов антиоксидантного действия. Недостаточность селена в организме проявляется в замедлении роста, нарушении синтеза сурфактанта (вещества, необходимого для сохранения объёма альвеол), а также ведет к развитию катаракты, появлению дегенеративных изменений в поджелудочной железе, почках, печени и к ускоренному развитию атеросклероза.
Обладая антиоксидантными свойствами, селен оказывает противодиабетическое действие, а у экспериментальных животных селенат, неорганическая форма селена, обладает свойством инсулиномиметика (то есть снижает содержание глюкозы в крови).

## Другие витамины и минеральные вещества, играющие важную роль при сахарном диабете
При любом течении сахарного диабета и особенно при длительной и тяжелой декомпенсации заболевания нарушается обмен водорастворимых витаминов (тиамина, пиридоксина, рибофлавина, никотиновой и пантотеновой кислот) и соответствующих коферментов (тиаминпирофосфата, НАД, кофермента А и др.). Этим коферментам принадлежит ключевая роль в аэробном превращении глюкозы (в цикле Кребса) в различных органах и тканях. В периферической нервной системе недостаток коферментов приводит к нарушению окислительного фосфорилирования и нарастанию дефицита энергии. При этом накапливаются пировиноградная и молочная кислоты, страдает целостность миелиновой оболочки периферических нервных окончаний. С нарушением обмена витаминов также связаны расстройства обмена нейромедиаторов, участвующих в передаче нервного импульса.

### Витамины B1, B6и B12
Витамины B1, B6 и B12 составляют группу так называемых нейротропных витаминов, обеспечивающих нормальную структуру и функцию нервных клеток и препятствующих их повреждению при сахарном диабете.
Витамин B1 (тиамин) играет ключевую роль в обеспечении нормального протекания энергетического метаболизма и сгорания в организме углеводов. При нарушениях углеводного обмена, наблюдаемых при сахарном диабете, потребность в этом витамине возрастает, и создаются условия для развития его дефицита. У животных с экспериментальным диабетом высокие дозы тиамина предупреждают развитие диабетической кардиомиопатии за счет подавления пути биосинтеза гексозамина. У больных сахарным диабетом типа 2 бенфотиамин (липофильный тиаминдифосфат) в дозе 1050 мг/день предупреждает развитие эндотелиальной макро- и микрососудистой дисфункции и окислительного стресса после приема пищи.
Витамин B6 (пиридоксин) обеспечивает нормальный обмен белков, синтез тормозного медиатора ЦНС — ГАМК, адреналина и других медиаторов, необходим для использования железа при синтезе гемоглобина. Возрастание потребления белка, на практике наблюдаемое у больных сахарным диабетом, приводит к увеличению потребности в этом витамине.
Витамин B12 (кобаламин) необходим для синтеза нуклеиновых кислот, белков, для деления клеток, в том числе кроветворных. Он участвует в предупреждении гемолиза, продукции миелиновой оболочки нервов, обеспечивает синтез различных соединений, в том числе ацетилхолина, препятствует жировому перерождению клеток и тканей паренхиматозных органов (печени).
Витамин H, B7 (биотин) контролирует ряд энергетических процессов, обеспечивает рост, синтез жирных кислот, антител. Витамин H обладает инсулиноподобным действием, снижая уровень глюкозы в крови. При сахарном диабете наблюдается нарушение обмена и недостаточность биотина.

### Цинк
Цинк необходим для нормального функционирования инсулина, повышает сопротивляемость организма к инфекциям и барьерные функции кожи, что очень важно для больных сахарным диабетом, которые склонны к частым инфекционным заболеваниям, инфицированию ран кожи. Цинк стимулирует синтез инсулина, входит в состав кристаллов инсулина, локализующихся в секреторных гранулах клеток островков поджелудочной железы.

### Хром
Хром — один из самых необходимых микроэлементов при терапии сахарного диабета типа 2, поскольку усиливает действие инсулина и действует в качестве фактора «толерантности к глюкозе». Дефицит хрома усугубляет инсулинорезистентность — один из основных механизмов развития сахарного диабета типа 2, тогда как дополнительный прием хрома (отдельно или в совокупности с витаминами-антиоксидантами C и E) вызывает уменьшение уровня глюкозы в крови, HbA1c и инсулинорезистентности. Ряд исследователей показали: повышенный уровень глюкозы в крови усиливает выведение хрома из организма, приводя к снижению его уровня у пациентов, страдающих сахарным диабетом. Полезным качеством хрома является снижение тяги к сладкому, что помогает больным соблюдать диету с ограничением углеводов, имеющих сладкий вкус.

### Марганец
Марганец играет исключительную роль в патогенезе сахарного диабета. Марганец активизирует мишени-лиганды, участвующие в синтезе инсулина, глюконеогезе. Установлено, что дефицит марганца вызывает сахарный диабет типа 2, ведет к развитию такого осложнения, как стеатоз печени.

## Результаты клинических исследованийвитаминно-минеральных комплексовдля людей, страдающих диабетом
В исследовании российских ученых проводилась оценка влияния витаминно-минерального комплекса, в состав которого включены 13 витаминов, 9 макро- и микроэлементов, липоевая, янтарная кислоты и растительные экстракты (ВМК «Алфавит»), на состояние углеводного обмена и проявления диабетической полиневропатии у больных сахарным диабетом. В результате было показано, что на фоне приема витаминно-минерального комплекса наблюдается положительная динамика проявлений диабетической полинейропатии и параметров электромиографического исследования периферических нервов. Прием препарата не оказывает отрицательного действия на уровень глюкозы и липидов крови, на фоне его приема не отмечено прибавки массы тела[уточнить].
В другом исследовании Т. А. Берринджер с коллегами оценивали влияние витаминно-минеральных комплексов на заболеваемость инфекционными заболеваниями людей, страдающих диабетом типа 2. Пациенты принимали витаминно-минеральный комплекс, содержащий 13 витаминов, бета-каротин и 9 минералов, в профилактических дозировках в течение 1 года. За весь период наблюдений количество заболевших инфекционными заболеваниями в основной группе было в 5,5 раза меньше, чем в контрольной (принимали плацебо). Из-за плохого самочувствия пропускали работу и откладывали намеченные занятия 89 % пациентов контрольной группы, в основной группе таких случаев не было.